# Campe (Adelsgeschlecht, Emsland)

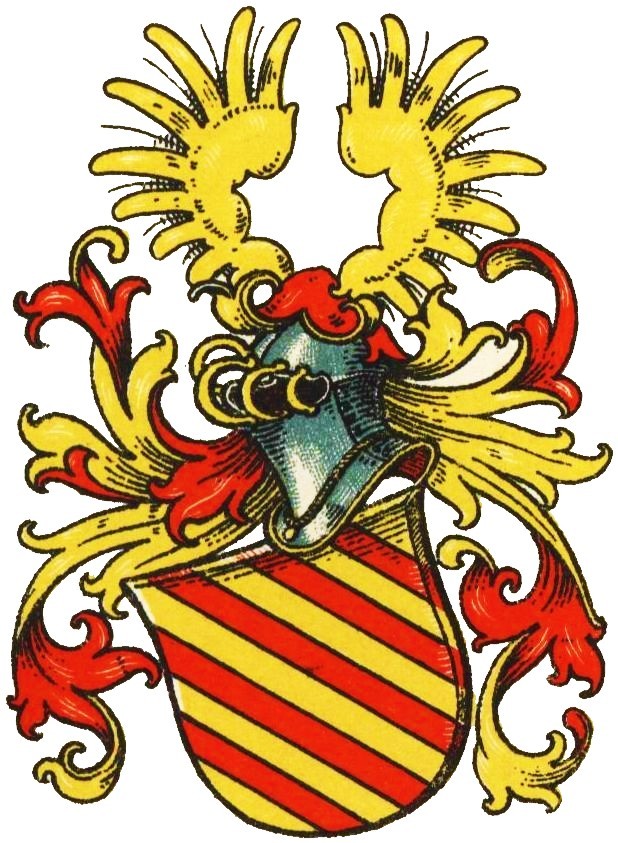
Wappen derer von Campe / von dem Campe im Wappenbuch des Westfälischen Adels

Die Herren von Campe (auch: Campen, von dem Campe) waren ein niedersächsisches Adelsgeschlecht.
Die hier behandelte Familie ist von den namensgleichen, aber nichtverwandten und wappenverschiedenen Adelsgeschlechtern Campe (Hildesheim), Campe (Kirchberg) und Campe (Poggenhagen) sowie dem braunschweigischen Adelsgeschlecht Campe zu unterscheiden.

## Geschichte
Der Stammsitz des Geschlechts war Gut Campe im Ort Steinbild in der Gemeinde Kluse zwischen Walchum und Sustrum in der Samtgemeinde Dörpen im Landkreis Emsland. Hermann von Campe wurde 1386 von dem Bentheimer Graf Eberwin I. mit dem Bauernbesitz südlich des Ortes Steinbild bei Dörpen am rechten Emsufer gelegenen Camper Bruch belehnt. Etwa zeitgleich veränderte sich der Familienname von von Campe in von dem Campe. 1403, nach dem Tod Hermanns, erbten dessen Söhne Rolf und Hermann den Adelssitz zu gleichen Teilen.
Der Hermannsche Anteil, das große Haus auf dem Wall, die dort gelegene Küche, das Torhaus und die Hälfte des bei der Küche gelegenen Walles, ging bereits 1408 an dessen Sohn Johann. Dieser verkaufte seinen Gutsanteil der Stadt Meppen, die wiederum den Anteil an Steven von Brae veräußerte. Letzter zog mit Ehefrau und Kindern auf das Gut, während der Rolfsche Anteil zu diesem Zeitpunkt noch in Händen von Rolfs Nachkommen, nämlich in Händen von Rolfs Enkeln, den Brüdern Dietrich, Heinrich, Hermann und Otto von dem Campe, war.
Rolf hatte seinen Anteil an seine Söhne Rolf (Junior) und Hermann vererbt. Als Rolf (Junior) 1430 ohne eigene Nachkommen verstarb, erhielt dessen Bruder Hermann Rolfs Besitz. Aber schon 1433 verstarb auch Hermann. Dessen Söhne, die o. g. Enkel, teilten den Rolfschen Anteil unter sich auf. 1435 verkaufte Heinrich seinen Anteil an Hermann. Otto verkaufte an Dietrich, der wiederum 1461 seinen Anteil am Rolfschen Anteil an seinen Bruder Heinrich von dem Campe verkaufte. Mit Heinrichs Tod kam der Besitz an Bruder Hermann, der damit den gesamten Rolfschen Anteil in seiner Hand vereinen konnte. Hermann vererbte den Besitz an seinen Sohn Johann von dem Campe, der mit Pelleke von Heede verheiratet war. Der gemeinsame Sohn Hermann erhielt das väterliche Erbe 1517 und heiratete vier Jahre später Else von Brawe.
Mit dem nachkommenlosen Tod von Hermann von Campe am 25. Januar 1560 starb das Geschlecht im Mannesstamm aus.

## Wappen
Blasonierung: In Gold fünf schmale, rote Schrägrechtsbalken. Auf dem Helm ein offener, goldener Flug. Die Helmdecken sind rot-golden.